# Aram Mp3
Aram Szargszjan (Jereván, 1984. április 5. –) művésznevén Aram Mp3, örmény énekes-dalszerző, humorista, showman, színész. Ő képviselte Örményországot a 2014-es Eurovíziós Dalfesztiválon, a dán fővárosban, Koppenhágában. Versenydala a Not Alone volt.

## Élete

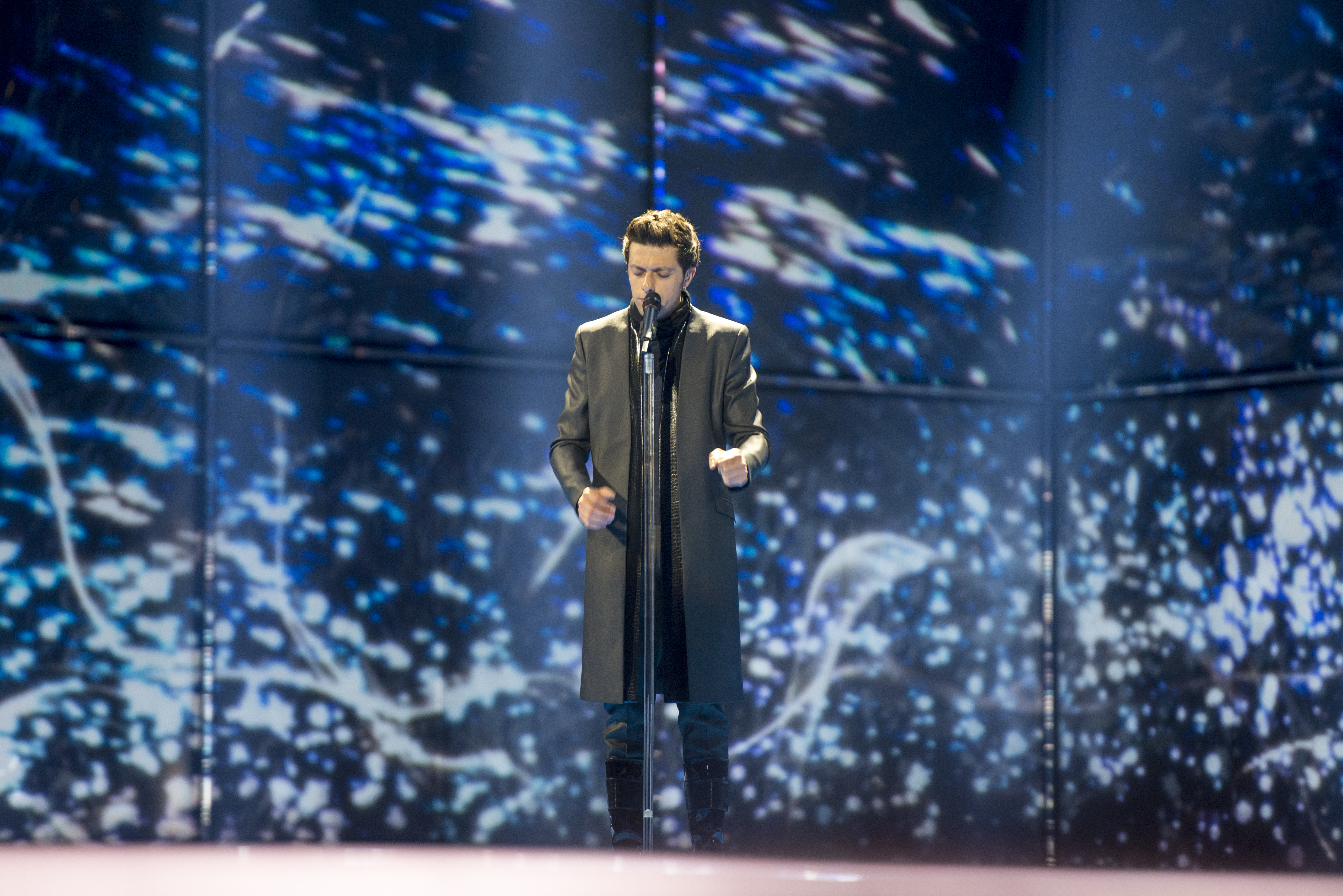
Aram MP3 a Not Alone című dal előadása közben a 2014-es Eurovíziós Dalfesztiválon

Aram Szargszjan Örményország fővárosában, Jerevánban született és nőtt fel. Gyerekként légzési problémái voltak és sokat köhögött. Az orvos furcsa tanácsát követve szülei a kórusba kezdték járatni. Nem várt módon a dolog működött, meggyógyult. Az alap és középfokú iskolák elvégzése után a Jereváni Állami Orvosi Egyetem Gyógyszertudományi karán tanult, ahol 2006-ban szerzett diplomát. Egyetemi tanulmányi alatt szerepelt a KVN című humoros műsorban.

### Karrierje
Az iskolai előadásainak köszönhetően később számos helyen lépett fel, elsősorban humoristaként. 2006-ban kezdte pályafutását, amikor csatlakozott a 32 Atam című stand-up comedy, komikus műsorhoz. A műsorban eltöltött első év során gyakran adott elő népszerű dalokat humoros formában, így kapta az Aram Mp3 becenevet, mely a utalva az MP3 hangformátumra utal. 2007-ben megnyerte az örmény televízió 2 Astgh elnevezésű dalversenyét.
Ez idő alatt kezdett el jazz és blues klubokban játszani, majd dalokat vett fel, amikhez videóklipeket is forgattatott. Házigazdája volt többek közt az örmény X-Faktor-nak, az Armenian Idol-nak, a My Name Is... és a Power Of 10 című műsoroknak is. Ezek a műsorok kapcsán elég nagy hírnévre tett szert. Barátaival 2010-ben megnyitotta a Vitamin Clubot. Az örmény nemzeti televízió számos műsorát is vezette.

#### 2014-es Eurovíziós Dalfesztivál
2013. december 31-én, egy újévi műsor keretein belül jelentették be, hogy Aram Mp3 fogja képviseli Örményországot a 2014-es Eurovíziós Dalfesztiválon. Az énekes fel is lépett a műsorban, korábbi örmény eurovíziós előadók mellett.
2014. március 14-én egy dalbemutató műsor keretein belül mutatták be Aram versenydalát a Not Alone-t. A dal videóklipjét márciusban forgatták Jerevánban, melyet Grigor Gasparyan rendezett. A többi eurovíziós előadóhoz hasonlóan európai promóciós körútját márciusban kezdte meg, melynek fontos állomása volt amszterdami és a londoni eurovíziós klubkoncert.
A május 6-i elő elődöntőn elsőként lépett színpadra, innen a 4. helyen jutott tovább döntőbe. A május 10-i döntőben 174 ponttal a 4. helyen végzett.

### Magánélete
Nős, 2008 áprilisában összeházasodott Anna Margaryannal. Első fiúgyermekük 2011 júniusában született.